# Extern otit
Extern otit, även kallat hörselgångseksem, inflammation i ytterörat och simmaröra, latin Otitis externa, är en inflammation av huden i den yttre hörselgången - hörselgångsinflammation/eksem. Det är en av två kategorier öroninflammationer som kan vara den underliggande orsaken till vad som brukar kallas öronvärk, den andra är otitis media - inflammation i mellanörat.
Hörselgången är en 2,5–3 cm lång gång som innerst slutar vid trumhinnan. Hudkörtlar i hörselgången avger öronvax som har vattenavvisande och bakteriedödande egenskaper. Hörselgången har dessutom en naturligt sur miljö vilken också försvårar för bakterie- och svampväxt. 

## Förekomst och orsaker
Extern otit förekommer både hos barn och vuxna och kan orsakas av att vatten och fukt stör örats naturligt sura miljö och produktion av öronvax med dess skyddande egenskaper. Detta ger en bra grogrund för tillväxt av bakterier och svamp. Extern otit är vanligast vid vistelse i varma och fuktiga klimat och under sommaren med mycket bad och andra vattenaktiviteter. Extern otit kallas därför ofta för simmaröra.
Även bad i smutsigt vatten, öronpetning (huden angrips då av bakterier), överdriven duschning med tvål och schampo, överdriven direkt rengöring av hörselgången, eksem, psoriasis, diabetes mellitus, främmande kropp (öronpropp, tops) kan orsaka extern otit.
Den årliga incidensen av extern otit har rapporterats vara 0,5–1,5%.

## Symtom och behandling
Symtomen inkluderar klåda, irritation, värk, flytningar, svullnad och hörselnedsättning.
Extern otit behandlas olika, beroende på typ och inflammationens svårighetsgrad. Vattenkarens (undvika bad och dusch), rengöring, ättiksyralösningar, Burows lösning, eller i Sverige alsolsprit, steroidhaltiga örondroppar ev. med antibiotika, alsol-tamponad är de vanligaste behandlingarna. Burows lösning används även profylaktiskt för extern otit.  